# شهر نورث ونکوور
شهر نورث ونکوور یا شهر ونکوور شمالی (به انگلیسی: City of North Vancouver) ملقب به تهران کوچک(به علت وجود ایرانی های پر شمار به این نام در ایران ملقب است ) شهری است در ساحل شمالی شاخاب بورارد در استان بریتیش کلمبیای کانادا که در شمال شهر ونکوور واقع شده‌است و یکی از شهرهای مترو ونکوور به‌شمار می‌آید. این شهر بخشی از منطقه پیوسته کلانشهری لوئر مین‌لند محسوب می‌شود.
هرچند نورث ونکوور صنعت قابل توجهی از خود ندارد اما صنایعی همچون کشتیرانی، مواد شیمیایی، و فیلمسازی در آن فعال هستند.
این شهر دارای نقاط مشترک زیادی با منطقه نورث ونکوور و شهر وست ونکوور است. معمولاً به این سه منطقه شهری با هم، به عنوان نورت شور یا ساحل شمالی اشاره می‌شود.

## پیشینه
در سال ۱۷۹۲ کاپیتان جرج ونکوور با کشتی‌هایش وارد شاخاب بورارد شد و مورد پذیرایی و میهمان‌نوازی بومیان ساکن این منطقه قرار گرفت. هدایای بومیان به او ماهی بود و او به آنان آهن داد.
در ده ۱۸۶۰ پس از استقرار اروپاییان در نورث شور یا ساحل شمالی، نخستین صنعت که در این محل استقرار یافت کارخانه چوب‌بری بود که در گرد آن کمپانی و شهرک مودیویل گسترش پیدا کرد. مدیر این کارخانه، سول پرسکات مودی، نخستین صنعتگری بود که صادرات چوب بریتیش کلمبیا را به صورت مداوم به آمریکا و سایر کشورهای آن سوی دریا آغاز نمود. مودی ویل به یکی از پیشرفته‌ترین شهرک‌های کنارهٔ شاخاب بورارد تبدیل شد. دستاوردهای مودی، صنعت چوب را در این منطقه توسعه داد و موجب شد که ساحل بورارد به مهمترین بندر بازرگانی کانادا در ساحل اقیانوس آرام بدل شود.
به دنبال گسترش و رفاه رو به توسعه، شهر نورث ونکوور در ۱۹۰۷ به ثبت رسید و نقش این شهر به مجرای مرکزی حمل و نقل در ساحل شمالی توسعه یافت. صنعت کشتی‌سازی در دوران جنگ اول جهانی به صنعتی بارز تبدیل شد. در ۱۹۰۶ کارخانهٔ کشتی‌سازی والاس در پایین خیابان لانزدل ایجاد شد و به این خیابان مرکزیتی داد که تا به امروز برقرار است.

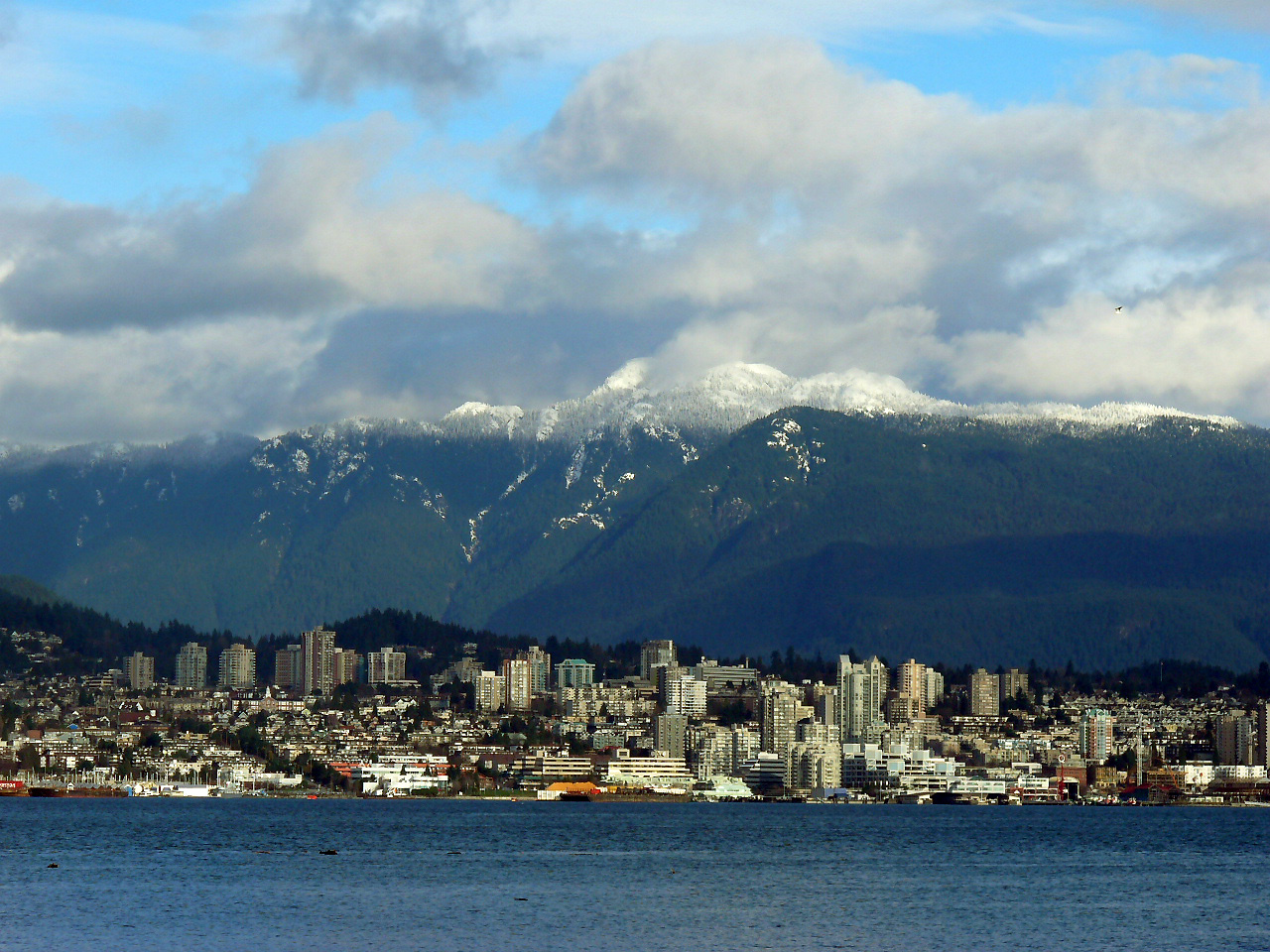
منظره شهر نورث ونکوور از شهر ونکوور

## جغرافیا
نورث ونکوور در جنوب به‌وسیله شاخاب بورارد از شهر ونکوور جدا می‌شود و از سه جهت شمال، شرق و غرب با منطقه مسکونی نورث ونکوور همسایه است. این شهر توسط خلیجک بورارد به اقیانوس آرام و آب‌های آزاد راه دارد.

## جمعیت
در سال ۲۰۱۱ جمعیت این شهر ۴۸٫۱۹۶ نفر و صدمین شهر پرجمعیت کانادا برآورد شد.

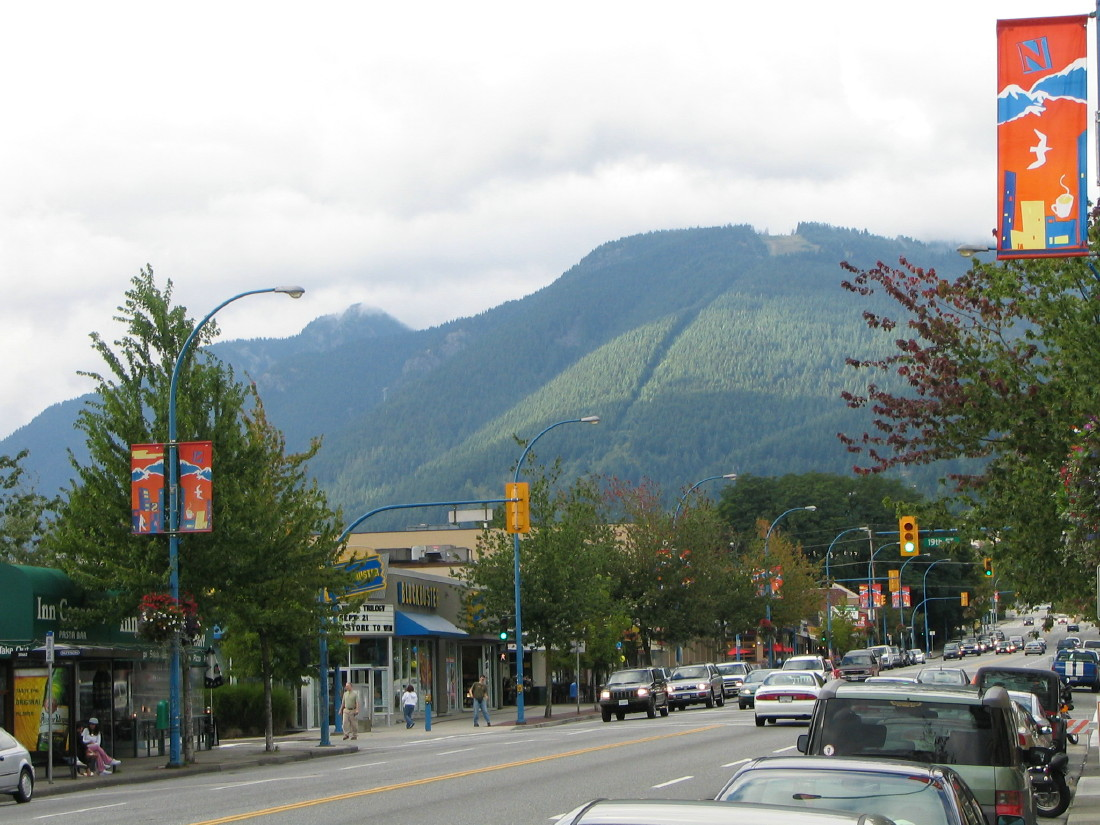
خیابان لانزدل با کوه کراس در پس زمینه. بسیاری از از ایرانیان در این خیابان یا اطراف آن مشغول به کار یا زندگی هستند.

برآورد جمعیت با توجه به آمار بریتیش کلمبیا:
| ۱۹۹۶+  | ۱۹۹۷   | ۱۹۹۸   | ۱۹۹۹   | ۲۰۰۰   | ۲۰۰۱+  | ۲۰۰۲   | ۲۰۰۳   | ۲۰۰۴   | ۲۰۰۵   | ۲۰۰۶   |
| ------ | ------ | ------ | ------ | ------ | ------ | ------ | ------ | ------ | ------ | ------ |
| ۴۳٬۲۶۸ | ۴۳٬۷۲۵ | ۴۴٬۵۵۰ | ۴۴٬۹۳۸ | ۴۵٬۴۸۹ | ۴۶٬۲۳۶ | ۴۶٬۹۷۷ | ۴۶٬۴۹۶ | ۴۶٬۸۳۱ | ۴۸٬۰۳۷ | ۴۹٬۲۴۸ |

شمار زیادی از ایرانیان مهاجر مقیم در ونکوور بزرگ، در این شهر و شهر وست ونکوور و شهرهای سه‌گانه زندگی می‌کنند. طبق آمار سرشماری سال ۲۰۰۱ زبان مادری ۳٬۵۰۵ نفر معادل ۷/۳٪ از اهالی این شهر (۲۲/۸٪ از کسانی که به زبان‌های غیررسمی تکلم می‌کنند) فارسی است.

## مساحت
مساحت این شهر ۱۱/۸۳ کیلومتر است که به‌وسیله شاخاب بوررارد از ونکوور جدا می‌شود و از سه جهت دیگر با منطقه نورث ونکوور احاطه شده‌است.

## جرایم
نورث ونکوور یکی از پایین‌ترین نرخ جرایم را در شهرهای کانادا دارد. در سال ۲۰۰۵ نرخ قتل در این شهر ۸۳مین در میان ۱۰۰ شهر بزرگ کانادا بوده که از شهرهای استان بریتیش کلمبیا فقط رتبه شهرهای پورت کوکیتلام (رتبه ۸۵) و سانیچ (رتبه ۹۰) کمی از آن بهتر است.

## حمل و نقل
نورث ونکوور به شهر ونکوور توسط دو پل متصل می‌شود. پل لاینز گیت و پل دیگری موسوم به معبر باریک دوم یادبود آهنگران (به انگلیسی: Ironworkers Memorial Second Narrows Crossing). همچنین مسافران پیاده توسط کشتی یا اتوبوس دریایی می‌توانند بین این دو شهر سفر کنند.

## مکان‌های دیدنی
برخی از مکان‌های دیدنی شهر نورث ونکوور عبارتند از:
- تئاتر صد ساله (Centennial Theatre, 2300 Lonsdale Avenue)
- اولین کلیسای عیسی مسیح (First Church of Christ, Scientist, a local heritage site)
- موزه و آرشیو نورث ونکوور (North Vancouver Museum & Archives, 209 West 4th Street)
- نگارخانه(Presentation House Gallery, 333 Chesterfield Avenue)
- کلیسای سنت ادموند (St. Edmund's Church, 535 Mahon Avenue, a local heritage site)
- ترانس کانادا تریال پاولیون، پارک آب‌نما (Trans Canada Trail Pavilion, Waterfront Park)
- انتهای خیابان لانزدل کشتی سازی (The Shipyards, near Lonsdale Quay, which includes Ship Builders Square and the Burrard Dry Dock Pier, on the site of the old Wallace Shipyard)